# Etioplast
Etioplasten (von fr. étiolé „erbleichen“ und altgriechisch πλαστός plastós „geformt“) sind in der Biologie Zellorganellen. Diese Plastiden sind Chloroplasten, die nicht dem Licht ausgesetzt wurden und bei denen sich auf Grund des fehlenden Lichtes die innere Membranstruktur verändert und das Chlorophyll zurück- oder noch gar nicht gebildet hat. Durch Bestrahlung mit Licht entwickeln sie sich zu Chloroplasten. Es werden dann auch die Thylakoide  ausgebildet, in deren Membranen die für die Photosynthese notwendigen Chlorophylle sitzen.